# Banggai-eilanden
De Banggai-eilanden (Indonesisch: Banggai) zijn een Indonesische eilandengroep in de Bandazee. De groep behoort tot de provincie Midden-Sulawesi. De eilandengroep heeft een oppervlakte van ruim 3000 vierkante kilometer en telt ruim 250.000 inwoners.
Tot de eilandengroep behoren: Peleng (2340 km²), Banggai (268 km²), Bowokan, Labobo (80 km²), Kebongan, Kotudan, Tropettenando, Timpau, Salue Besar (84 km²), Salue Kecil, Masepe en Bangkulu.
Bestuurlijk valt de eilandengroep onder regentschap Banggai Kepulauan.
  <ǃ- als eilandengroep ->